# Mont Blanc de Courmayeur
Der Mont Blanc de Courmayeur (italienisch Monte Bianco di Courmayeur) ist eine Erhebung an der Südostschulter des Mont Blanc mit einer Höhe von 4748 m s.l.m.
Er ist dem Mont Blanc-Hauptgipfel etwa 800 m südöstlich gegen die Stadt Courmayeur hin vorgelagert und erscheint daher von dort aus gesehen als höchster Punkt des Mont Blanc. Er ist vom Hauptgipfel des Mont Blanc durch den nur unmerklich eingeschnittenen Sattel Col Major (ca. 4740 m) getrennt.
Die West-, Süd- und Osthänge des Mont Blanc de Courmayeur liegen in Italien. Das Gebiet zwischen dem Gipfel und dem Hauptgipfel des Mont Blanc ist politisch umstritten (vgl. Grenzverlauf auf dem Mont Blanc): Auf einigen Karten verläuft die Staatsgrenze über den Hauptgipfel des Mont Blanc (4805 m), damit wäre dieser die höchste Stelle Italiens, während der Mont Blanc de Courmayeur der höchste Gipfel wäre, der vollständig in Italien liegt. Auf anderen Karten verläuft die Grenze über den Gipfel des Mont Blanc de Courmayeur, damit wäre dieser die höchste Stelle Italiens. Auf nochmals anderen verläuft die Grenze entlang der Felskante oberhalb der drei Frêneypfeiler, so dass der Gipfel vollständig auf französischen Boden zu liegen kommt.